# Арбеков, Виктор Михайлович
Виктор Михайлович Арбе́ков (8 марта 1942, Подольск, Московская область, РСФСР — 18 февраля 2017, Москва, Российская Федерация) — советский спортсмен-мотогонщик, чемпион мира по мотокроссу в классе машин до 250 см³, бронзовый призёр чемпионата мира, многократный чемпион СССР. Заслуженный мастер спорта СССР (1965), заслуженный тренер РСФСР.

## Биография
За руль мотоцикла впервые сел в возрасте 10 лет, когда его сосед, молодой гонщик Юрий Комаров, разрешил ему съехать на своём мотоцикле с горки не заводя двигателя. После этого увлекся мотоспортом и стал посещать Подольский автомотоклуб ДОСААФ.
Окончил Ленинградский институт физической культуры. С 1964 по 1978 год был инструктором по спорту ЦСКА. После окончания спортивной карьеры перешёл на тренерскую работу. С 1978 по 1984 г. был тренером команды ЦСКА по мотокроссу. С 1984 по 1991 год — главный тренер ЦСКА по автомотоспорту. Вышел в отставку в звании подполковника в 1992 году. Проживал в Москве.
В конце жизни страдал от продолжительного онкологического заболевания. Покончил с собой, бросившись из окна своей квартиры на 8-м этаже.
В Подольске проводятся соревнования по мотокроссу на Кубок Виктора Михайловича Арбекова.

### Спортивная карьера
В 1956 г. уже участвовал в первенстве Подольска по мотокроссу.
В 17 лет выиграл первенство СССР среди юношей в классе машин 125 см³, на следующий год повторил успех. В 19 лет его, уже мастера спорта, призвали в армию, где он попал в сборную ЦСКА. C 1961 по 1968 год был членом сборной команды СССР по мотокроссу.
На московском этапе чемпионата мира по мотокроссу в 1963 году занял 4-е место, выступая на мотоцикле Ковровец К-250СКС, значительно уступавшем зарубежным машинам в мощности. В 1964 году, выступая на чехословацком мотоцикле CZ, Арбеков стал бронзовым призёром многоэтапного чемпионата мира по мотокроссу в классе до 250 см³. В 1965 году первым из советских гонщиков стал чемпионом мира.

## Спортивные достижения
- Бронзовый призёр чемпионата мира по мотокроссу в классе мотоциклов 250 см³ (1964)
- Чемпион мира по мотокроссу в классе мотоциклов 250 см³ (1965)
- 14-кратный чемпион СССР по мотокроссу